# 童孟进
童孟进（1966年12月—），男，回族，河南邓州人。河南省委党校研究生学历，经济学学士。现任河南省供销合作总社党组书记、理事会主任。

## 简历
2012年5月，任河南省科学技术厅副厅长。2015年8月，任河南省科学院院长，兼任河南省科协副主席。
2021年10月，任河南省供销合作总社党组书记。11月任理事会主任。